# 愛立信行動通訊
愛立信行動通訊（Ericsson Mobile Communications）公司是愛立信的子公司，完全專注於行動電話的開發，該公司於2011年被索尼公司全資收購。